# Michael Strogies
Michael Strogies (* 30. Mai 1959 in Düsseldorf) ist ein deutscher Maler und Trickfilmzeichner.

## Leben und Werk
Strogies entwickelte schon in seiner Kindheit eine Leidenschaft für das Zeichnen. Nach dem Abitur am Rethel-Gymnasium in Düsseldorf studierte er Kommunikationsdesign an der GHS Essen, wo er mit renommierten Trickfilmzeichnern wie Hans Bacher und Andreas Deja zusammenarbeitete. Nach seinem Diplomabschluss arbeitete Strogies an Trickfilmprojekten und nahm an verschiedenen Gruppenausstellungen teil. Die klassische Kunstszene entsprach jedoch nicht seinen Vorstellungen, weshalb er sich der Musikszene zuwandte.
Er veröffentlichte einen Comicband über die „Deutschland sucht den Superstar“-Teilnehmerin Vanessa Struhler und ging mit ihr auf Tour. Da Strogies fähig war, reale Filme und Trickfilme miteinander zu kombinieren, wie es in den 1990er Jahren unter anderem in Musikvideos beliebt war, wurde das Musiklabel Sony auf ihn aufmerksam. Daraufhin arbeitete er innerhalb Deutschlands als Tourmanager für Musiker wie Rihanna und Jason Derulo.
Mit dem Aufkommen der digitalen Bildbearbeitung entwickelte er neue Techniken zur schnelleren Bearbeitung von Animationen und schuf die Cartoonreihe Quips.
Michael Strogies lebt in Hannover und ist Vater einer Tochter.

## Soziale Projekte
Neben seiner künstlerischen Arbeit ist Strogies für sein soziales Engagement bekannt und organisierte bereits über 40 Benefiz-Kunstausstellungen unter dem Titel „Heroes in Town“ in verschiedenen deutschen Städten zugunsten regionaler Organisationen. Die Erlöse kamen dabei beispielsweise der Obdachlosenhilfe in Hannover, Bremen und Berlin, der Peter Maffay Stiftung in München sowie der Kinderkrebsforschung in Magdeburg zugute. Zur Erhöhung der Spendensumme werden die Ausstellungen von prominenten Persönlichkeiten aus unterschiedlichen Bereichen unterstützt.
Darüber hinaus unterstützte Strogies bereits Veranstaltungen wie den RTL-Spendenmarathon oder „Kicken für den guten Zweck“ im Rahmen des Schauinsland-Reisen-Cups.
Die Porträts unterzeichnet Strogies mit seinem Kürzel „m!c“.

## Upcycling-Projekte
Mittlerweile baut Strogies auch Skulpturen aus Verpackungsmüll. Bei einer Ausstellung im Erlebnis-Zoo Hannover stellte er 2022 erstmals einen Wald aus Plastikmüll aus. Ein Jahr später war eine Müllfiguren-Installation von Strogies Teil der „Trash Clash Art“-Ausstellung im Rahmen von „Hannover leuchtet“. Die themenspezifisch gestalteten Figuren namens „Trash Mates“ flechtet Strogies seither in gesellschaftliche Kontexte und Veranstaltungen ein.
Mit seinen „Trash Rats“, Ratten-Skulpturen aus Müll, die er weltweit versteckt, macht Strogies spielerisch auf das Müllproblem aufmerksam. Auf der Social-Media-Plattform TikTok gibt er Hinweise zum Versteck der Ratten-Skulptur. Der Finder darf die „Trash Rat“ behalten und erhält damit ein Kunst-Unikat.